# Argennina unica
Genre
Espèce
Argennina unica, unique représentant du genre Argennina, est une espèce d'araignées aranéomorphes de la famille des Dictynidae.

## Distribution
Cette espèce est endémique du Texas aux États-Unis,. Elle se rencontre dans le comté de Hidalgo.

## Description
La femelle holotype mesure 5,00 mm.

## Publication originale
- Gertsch & Mulaik, 1936 : Diagnoses of new southern Spiders. American Museum novitates, no 851, p. 1-21 (texte intégral).